# Cánh bướm ngũ sắc
Ageha 100% (アゲハ100%) là một shōjo manga sáng tác bởi Takeuchi Kozue. Loạt manga này được đăng trên tạp chí Ribon vào tháng 8 năm 2004 và kết thúc vào thạng năm 2006 với tổng cộng 22 chương, được gộp lại thành 5 tập đơn hành bản. Ở Việt Nam, tác phẩm được xuất bản dưới cái tên Cánh bướm ngũ sắc.
Tác phẩm Cánh bướm ngũ sắc được phát triển từ một one-shot (manga kéo dài một tập) mang Kagami no Kuni no Watashi (鏡の国の私 Kính chi quốc chi tư, tạm dịch "Bản thân mình trong thế giới gương") đăng vào tháng 6 năm 2004 trên tạp chí Ribon Original.

## Cốt truyện
Trường Trung học Hanabuki có quy định cấm học sinh trang điểm khi đến lớp. Tuy nhiên, trong trường lại có một dịch vụ trang điểm bí mật do một nữ sinh bí ẩn có biệt hiệu Yến Vĩ Điệp (Ageha) tổ chức. Những nữ sinh nào muốn Yến Vĩ Điệp trang điểm chỉ cần viết tên và lớp lên một tấm thẻ có hình một chú bướm đuôi én (Yến Vĩ Điệp (燕尾蝶) trong tiếng Trung, Dương Vũ Điệp (揚羽蝶, agehachō) trong tiếng Nhật) và dán lên trên bảng thông báo trong trường, Yến Vĩ Điệp sẽ xuất hiện trước lớp của người đó. Tuy nhiên không ai biết Yến Vĩ Điệp lừng danh lại chính là một cô nữ sinh rụt rè nhút nhát mang tên Fujiwara Rin - ngoại trừ anh chàng háo sắc Kisaragi Riku. Riku quyết định sẽ đóng giả làm một... nữ trợ lý của Yến Vĩ Điệp để có dịp gần gũi và khám phá thêm về con người bí ẩn này. Tuy nhiên, có một điều trớ trêu là, các "khách hàng" của Yến Vĩ Điệp lại cho rằng chính "cô gái" Rika là người nghệ sĩ làm đẹp lừng danh mà họ ngưỡng mộ.

## Các tập đơn hành bản
1. ISBN 4-08-856576-2 phát hành vào ngày 15 tháng 12 năm 2004, phát hành ở Việt Nam với tên "Cánh bướm có phép"
2. ISBN 4-08-856609-2 phát hành vào ngày 13 tháng 5 năm 2005, phát hành ở Việt Nam với tên "Đóa mây trên tay"
3. ISBN 4-08-856645-9 phát hành vào ngày 14 tháng 10 năm 2005, phát hành ở Việt Nam với tên "Mắt trong áo trắng"
4. ISBN 4-08-856673-4 phát hành vào ngày 15 tháng 3 năm 2006, phát hành ở Việt Nam với tên "Bóng mơ qua mau"
5. ISBN 4-08-856698-X phát hành vào ngày 11 tháng 8 năm 2006, phát hành ở Việt Nam với tên "Nụ cười hân hoan"

## Nhân vật
Fujiwara Rin (藤原凛, Đằng Nguyên Lẫm) / Yến Vĩ Điệp
Nhân vật nữ chính của tác phẩm. Cô chính là nghệ sĩ trang điểm lừng danh mang biệt hiệu Yến Vĩ Điệp, người đảm nhận việc bí mật trang điểm cho các nữ sinh trong trường. Rin là một nữ sinh nhút nhát, thường bị trêu chọc về vẻ ngoài của mình. Vì vậy cha của Rin - nghệ sĩ Yến Vĩ Điệp đời đầu tiên đã tặng cô chiếc hộp đựng dụng cụ hóa trang để đem lại tự tin cho Rin. Nghiệp hóa trang của cô bắt đầu từ đó. Rin đã phải che giấu thân phận thật sự của mình, không chỉ đối với nhà trường mà còn đối với gia đình và gia đình của Rin không thích nghề trang điểm. Vì vậy, khi trở thành Yến Vĩ Điệp thì Rin gỡ bỏ cặp kính và hóa trang để không ai nhận ra cô. Và khi hóa trang thành Yến Vĩ Điệp, Rin trở thành một con người khác hẳn, đầy tự tin và hoạt bát, trái với vẻ nhút nhát thường ngày của mình. Rin dự định sẽ tiết lộ thân phận thật sự của mình sau khi nhận được 100 tấm thẻ Yến Vĩ Điệp của khách hàng.
Về sau, Rin nảy sinh tình cảm với anh chàng háo sắc Riku. Tuy nhiên bản thân cô không biết rằng tình cảm của mình dành cho Riku chính là tình yêu cho đến khi được một khách hàng của mình giải thích về những cảm xúc của cô.
Kisaragi Riku (如月陸, Như Nguyệt Lục)
Nhân vật nam chính của tác phẩm. Riku là một anh chàng háo sắc sẵn sàng cặp bồ với bất kỳ nữ sinh nào trong trường. Khi đang nằm ngủ trong phòng hóa trang, Riku tình cờ thấy nghệ sĩ Yến Vĩ Điệp lừng danh đang "tẩy trang" để trở thành cô nữ sinh Rin. Vì vậy Riku quyết định đóng giả làm con gái và xin một chân trợ lý cho Yến Vĩ Điệp để có thể tìm hiểu thêm về con người này. Riku luôn sẵn lòng giúp đỡ Rin khi cô gặp khó khăn, thậm chí có một lần anh đã phải chịu kỷ luật của nhà trường khi "giải cứu" một nữ sinh - trong tình trạng đang trang điểm - đang gặp rắc rối với giáo viên trong trường, Riku phải làm như vậy vì nếu không, Rin sẽ ra mặt để giải cứu người nữ sinh đó và cô sẽ gặp rắc rối lớn.
Có một điều trớ trêu là các khách hàng của Yến Vĩ Điệp đều tưởng lầm rằng "cô gái" Riku chính là nghệ sĩ làm đẹp lừng danh mà họ ngưỡng mộ.
Ayame Saiyonji
Chủ tịch hội học sinh của trường. Cô là một nữ sinh xinh đẹp (cô càng trở nên xinh đẹp hơn sau khi phẫu thuật thẩm mỹ), tốt bụng và khá nổi tiếng trong cộng đồng học sinh trong trường. Saiyonji thầm thương Hayato Tachibana nhưng cô không đủ tự tin để thổ lộ. Saiyonji tỏ ra ghen tị với các nữ sinh được Yến Vĩ Điệp trang điểm, vì vậy cô quyết tâm săn lùng người nghệ sĩ trang điểm này. Tuy nhiên về sau hai người trở thành bạn và Saiyonji cũng từ bỏ ý định của mình.
Hayato Tachibana
Phó chủ tịch hội học sinh của trường. Anh là một nam sinh có vẻ ngoài lãnh đạm, nhưng thật ra anh rất tốt bụng và quan tâm đến mọi. Tachibana thầm thương Saiyonji, tuy nhiên lúc đầu anh không nhận ra việc Saiyonji cũng thích mình. Dầu sao thì về sau, mối quan hệ giữa hai người cũng trở nên êm đẹp.
Ông bà của Rin
Hai nhân vật này ít xuất hiện trong tác phẩm. Ông bà của Rin rất khinh ghét trang điểm, ghét giải phẫu thẩm mỹ và dường như họ có cái lý của họ trong việc này. Chính vì vậy Rin cũng phải giấu gia đình về việc cô thực hiện vai trò của Yến Vĩ Điệp, vì cô lo sợ rằng họ sẽ cấm cô tiếp tục vai trò của Yến Vĩ Điệp.